# Castelo de Banff

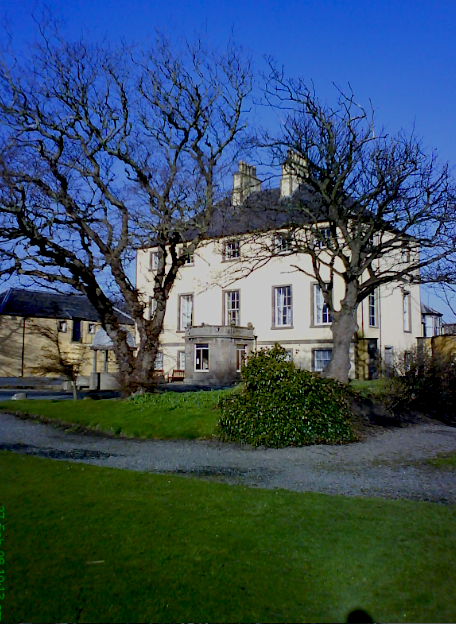
O Castelo de Banff localizado em Banff, Aberdeenshire, Escócia.

O Castelo de Banff (em inglês:  Banff Castle) é um castelo do século XII localizado em Banff, Aberdeenshire, Escócia.

## História
Exames feitos à estrutura levam à conclusão de que o castelo é do século XII, provavelmente no reinado de David I da Escócia. O Rei Eduardo I de Inglaterra ficou no castelo em 1296. A presente estrutura foi construída em 1750.